# Јозића колиба
Јозића Колиба је историјски еколошки локалитет крај обале реке Колубаре.Једна од најпознатијих зелених оаза Обреновца је „Јозића Колиба” у којој се узгајају многе аутохтоне и егзотичне биљне врсте али и резерват заштићених храстова лужњака, који одавно представљају реткост, не само на овим просторима а ујредно је уточиште за птице и друге животиње.

## Историја
Јозића Колиба у Великом пољу је еколошка кућа из времена Устанка у Посавини, са еко-баштом и шест заштићених храстова који су стари преко 200 година. Ово је и један од пунктова Стазе здравља и рекреације. Крошње шест стабала храстова лужњака заузимају 16,49 ари на градском излетишту „Јозића колиба” на левој обали реке Колубаре. Шест храстова је 1996. године стављено под заштиту трећег степена. Забрањено је ломљење грана, кидање лишћа, ложење ватре у њиховој близини, испаша стоке. Кажу да храст лужњак може да живи 1.000 година, али ипак постоји неко правило да се он рађа 100 година, 100 живи, а 100 година умире.